# 101961 Augustklipstein
101961 Augustklipstein è un asteroide areosecante. Scoperto nel 1999, presenta un'orbita caratterizzata da un semiasse maggiore pari a 2,182474 UA e da un'eccentricità di 0,241925, inclinata di 7,632331° rispetto all'eclittica.
È dedicato a August von Klipstein, geologo e paleontologo tedesco.